# Oocelyphus uncatis
Oocelyphus uncatis är en tvåvingeart som beskrevs av Shi 1999. Oocelyphus uncatis ingår i släktet Oocelyphus och familjen Celyphidae. Inga underarter finns listade i Catalogue of Life.